# Porphyromonas
Porphyromonas — рід грам-негативних бактерій родини Porphyromonadaceae.

## Опис
Споронеутворюючі, нерухливі бактерії. Облігатні анаероби. Представники роду є частину здорового мікробіому слини людини.